# Raye-sur-Authie
Raye-sur-Authie (Aussprache [ʁɛ syʁ oˈti]) ist eine französische Gemeinde mit 228 Einwohnern (Stand: 1. Januar 2022) im Département Pas-de-Calais in der Region Hauts-de-France. Sie gehört zum Arrondissement Montreuil und ist Mitglied im Gemeindeverband Communauté de communes des 7 Vallées. Die Einwohner werden Royais und Royaises genannt.
Nachbargemeinden sind Mouriez im Norden, Guigny und Regnauville im Nordosten, Labroye im Südosten, Le Boisle im Süden und Dompierre-sur-Authie im Westen.

## Bevölkerungsentwicklung
| Jahr      | 1962 | 1968 | 1975 | 1982 | 1990 | 1999 | 2008 | 2014 |
| --------- | ---- | ---- | ---- | ---- | ---- | ---- | ---- | ---- |
| Einwohner | 323  | 336  | 317  | 271  | 259  | 255  | 227  | 236  |

## Sehenswürdigkeiten
- Kirche Saint-Liéphard
- Kriegerdenkmal